# Еллада (поема)
Еллада (поема) — віршована драма англійського поета доби романтизму Персі Біші Шеллі, написана 1821 року й опублікована 1822 року Чарльзом і Джеймсом Ольє у Лондоні. Шеллі написав її під час перебування у Пізі з метою збирання грошей на грецьку війну за незалежність.

## Посвята
Поему присвячено Александросу Маврокордатосу, покійному секретареві з іноземних справ господаря Валахії. Шеллі познайомився з А. Макрокордатосом під час перебування у Пізі впродовж 1818-1821 років.